# Chalais, Vienne

Chalais este o comună în departamentul Vienne, Franța. În 2009 avea o populație de 515 de locuitori.